# واردلی، راتلند
واردلی (به انگلیسی: Wardley) یک روستا و محله مدنی در بریتانیا است که در راتلند واقع شده‌است. واردلی ۳۲ نفر جمعیت دارد.